# Nehoda letounu Aeroflotu Iljušin Il-12
Nehoda letounu Aeroflotu Iljušin Il-12 byla letecká nehoda, která se stala 12. října 1948. Letadlo Aeroflotu se ztratilo během letu z Baku do Tbilisi. Všech 10 lidí na palubě při nehodě zemřelo. Jednalo se o letadlo Iljušin Il-12 číslo 25-17, c/n 8302517. Letadlo v době nehody mělo za sebou 248 letových hodin.

## Průběh letu
Dne 11. října 1948 letadlo letělo z Taškentu do Baku. Letadlo v pořádku přistálo v 11:15 místního času, kvůli nepřízni počasí se letadlo zdrželo na letišti v Baku a zůstalo zde přes noc. Posádka letadla se rozhodla 12. října 1948 letět na letiště v Adleru přes Jevlach a Tbilisi. Letiště v Baku bylo uzavřeno pro přílety, ale odlet tohoto letadla byl povolen a proběhl v 10:40. Po vzletu se objevily problémy s radiolokací a letoun se nemohl spojit s letištěm v Tbilisi. Poslední spojení proběhlo po 12:13, kdy posádka požadovala spojení s letištěm Jevlach. Kvůli poruše letadlo vysílalo signál vždy v intervalu 3–6 minut (normálně to mělo být každých 30 s).

## Vyšetřování
Vrak letadla nikdy nebyl nalezen. Předpokládá se, že letadlo se mohlo dostat do hustých mraků, kde se ztratilo, jakmile ohlásilo požadavek na vrácení na letiště v Baku. Letadlo se nacházelo nad hornatým terénem a vzhledem k problémům s technikou je možné, že selhal i radiokompas.